# 莫讷-维特赖
莫讷-维特赖（法語：Meaulne-Vitray，法語發音：[mo(l)n vitʁɛ]）是法国阿列省的一个市镇，位于该省西北部，属于蒙吕松区。

## 历史
莫讷-维特赖成立于2017年1月1日，由莫讷和维特赖两个市镇合并而成。政府驻地为莫讷。

## 地理
莫讷-维特赖（46°35'54"N, 2°36'54"E）面积40.10 平方千米，位于法国奥弗涅-罗讷-阿尔卑斯大区阿列省，该省份为法国中部省份，北起涅夫勒省、西北接谢尔省，西南至克勒兹省，南至多姆山省，东南临卢瓦尔省，东临索恩-卢瓦尔省。
与莫讷-维特赖接壤的市镇（或旧市镇、城区）包括：勒布勒通、于尔赛、瓦隆昂叙利、圣博内特龙赛、埃皮讷伊-勒弗勒里耶勒、拉佩尔什、布赖兹。
莫讷-维特赖的时区为UTC+01:00、UTC+02:00（夏令时）。

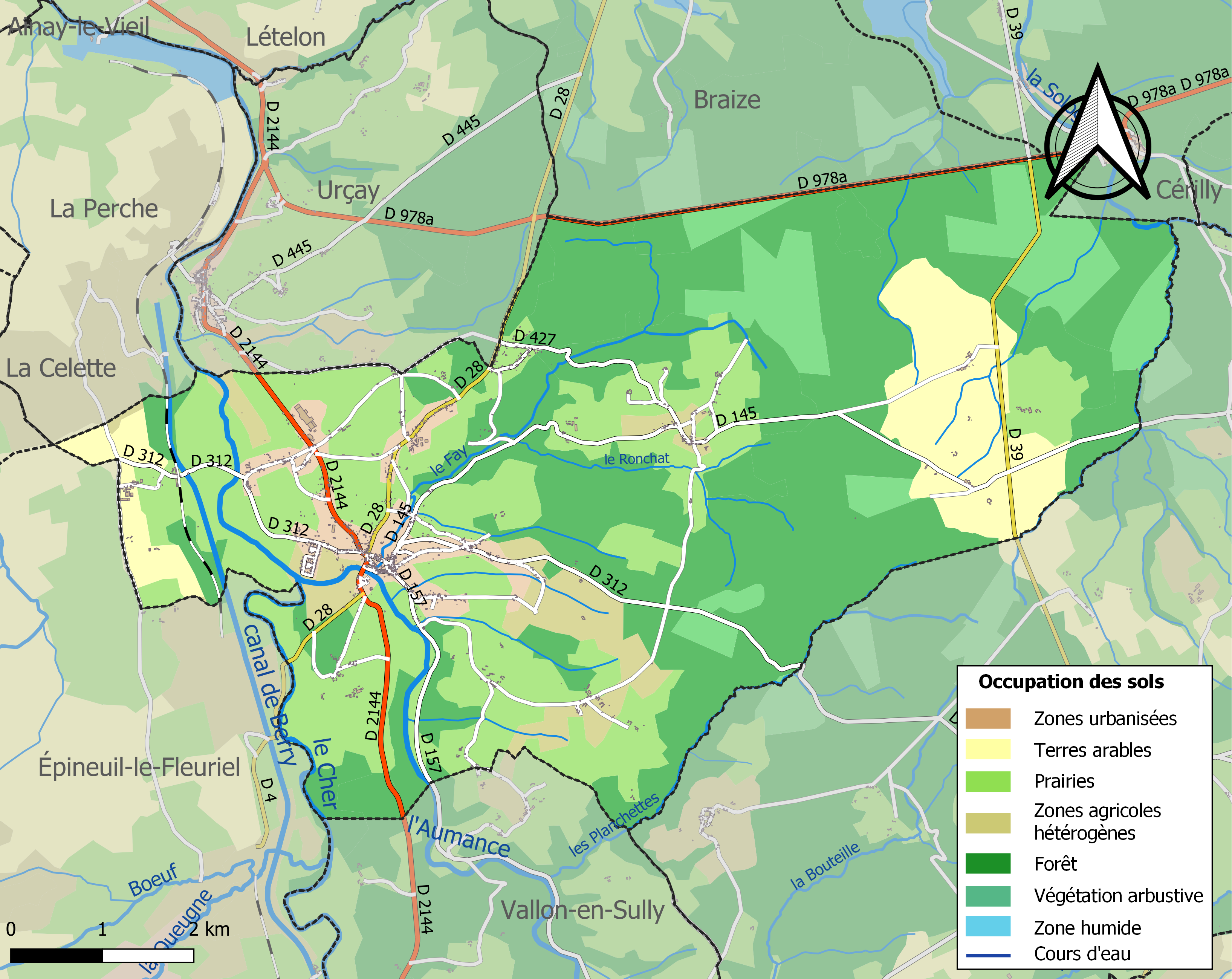
莫讷-维特赖的OSM定位图

## 行政
莫讷-维特赖的邮政编码为03360，INSEE市镇编码为03168。

## 政治
莫讷-维特赖所属的省级选区为波旁拉尔尚博县。

## 人口
莫讷-维特赖于2022年1月1日时的人口数量为907人。